# Reichenfels
Reichenfels je městys v okresu Wolfsberg, ve spolkové zemi Korutany (německy Kärnten) v Rakousku. V lednu 2016 zde žilo 1893 lidí.

## Poloha, popis
Městys leží v horní části Lavantského údolí (Oberen Lavanttal). Od severu k jihu jím protéká řeka Lavant. Rozloha území je 87,23 km² a rozkládá se v nadmořské výšce zhruba od 770 do 1800 m.
Souběžně podél řeky je vedena silnice B78 z Zeltwegu do Wolfsbergu. Ve stejném směru také prochází údolím železniční trať.
Městys Reichenfels je tvořen čtyřmi sídly (lokalitami). Jsou to:
| P.č. | Jmého sídla              | Obyvatel |
| ---- | ------------------------ | -------- |
| 1    | Reichenfels              | 1064     |
| 2    | Sankt Peter im Lavanttal | 313      |
| 3    | Sommerau                 | 196      |
| 4    | Weitenbach               | 279      |

V tabulce uvedený počet obyvatel byl v lednu 2015.

## Historie
Jméno Reichenfels je odvozeno od bohatých ložisek zlata a stříbra. Tyto kovy zde byly těženy již v době římské. Rozkvět obce ve středověku byl v důsledku těžby těchto nerostných surovin. Oblast spadala od 11. století pod Franskou diecézi v Bamberku. Hrad Reichenfels byl poprvé zmíněn v roce 1227. Místo bylo v roce 1457 povýšeno na trhovou obec. Až do 18. století byla oblast bamberská. Teprve po roce 1759 za Marie Terezie se stal Reichenfels součástí Rakouska.

## Pozoruhodnosti
- Katolický farní kostel sv. Jakuba – prvně zmiňován již v roce 1285. Restaurován v roce 1974
- Zříceniny hradu Reichenfels